# Erxian
L'erxian (chinois : 二弦 ; pinyin : èrxián ; cantonais Jyutping : yi⁶ yin⁴ ; litt. « deux cordes ») est un instrument de musique chinois à cordes de la famille huqin à deux cordes. Il fut principalement utilisé dans la musique cantonaise, le plus souvent dans des ensembles de chambre « à cordes dures ».
Des instruments similaires, également aussi appelés erxian, mais construits différemment, sont utilisés dans la musique de Chaozhou, où ils sont dénommés touxian (头弦, littéralement « instrument principal à cordes ») et dans la musique Nanguan' des gens du sud du Fujian. L'erxian (prononcé yi6 yin4 en Cantonais) est souvent appelé le yizai (二仔), par les vieux musiciens d'opéra cantonais.

## Construction
Comme la plupart des instruments de ce type, l'erxian possède deux cordes qui sont habituellement accordées sur un intervalle d'une quinte. Les cordes étaient autrefois fabriquées en soie, mais sont dorénavant en métal ou nylon.
Le col de l'erxian est fait de bois dur (souvent suanzhi 酸枝, bois de rose, ou zitan 紫檀, bois de rose ou rouge santal). La caisse de résonance est fait d'une grande partie de bambou avec un anneau de bois dur en forme de dôme collé à l’avant, ce qui donne à la face jouable de la chambre une taille correspondant à la moitié de celle de la face entière. Le dos de la caisse de résonance n'est recouvert d'aucun travail en treillis comme ceux de l'erhu ou du gaohu. L'erxian est parfois orné avec des têtes de dragon sculptées, des motifs « ruyi » (如意). L’ancien erxian ressemblait beaucoup au jinghu de l’'opéra de Pékin par sa taille, et dans sa conception, la technique du jeu étant la même.

## Usage
L'erxian des temps anciens se présentait sous deux formes : une pour jouer du bongjee / bangzi (梆子) et une légèrement plus grande pour jouer du yiwong / erhuang (黃).
Un bangzi erxian est accordé sur 士 - 工 / la-mi / Ae
Un erhuang erxian est accordé sur 合 - / sol-ré / Gd
Cependant, vers la fin du XXe siècle, cet instrument tomba en grande partie en désuétude, parce qu’il présentait d'énormes difficultés, pour le musicien qui devait passer l’arc entre les deux cordes de l’instrument. Bien que l'erxian ait connu un déclin dans les années 1920, après le développement du gaohu, il reste un instrument de base dans tous les orchestres d'opéra cantonais. Il a récemment composé de opéras cantonais comme《新霸王別姬》et《林沖之魂會山》.
L'erxian est utilisé pour accompagner le chant de personnages dai-hau (大喉) dans l'opéra cantonais ainsi que tous les rôles dans l'opéra cantonais gu-hong (腔). Les autres instruments utilisés conjointement avec l'erxian sont le juktaikam, zhutiqin (竹提琴), le yueqin (yuetkam), le sanxian (samyin) et le doontong (短筒). Ce groupe d'instruments est appelé "ensemble pour archet dur" (弓). Le nom "arc dur" vient du fait que l'erxian et le tiqinsont doivent être joués avec un archet en bambou épais et dur plutôt qu’en un roseau plus fin et plus tendre, comme les archets modernes à huqin.
Aujourd'hui, le bangzi erxian est couramment utilisé pour jouer à la fois des mélodies de Hebei bangzi et de musique classique chinoise Jingxi (opéra de Pékin). Les lourdes cordes en soie de l'erxian précédent ont été en grande partie remplacées par des cordes en acier enroulées et certains joueurs modernes ont commencé à utiliser des arcs en erhu au lieu des arcs durs plus lourds (et plus inconfortables).